# Курнас (озеро)
Курнас (грец. λίμνη κουρνά) — озеро на острові Крит, Греція. Знаходиться в регіоні Апокоронас ному Ханья неподалік від кордону з номом Ретимно, за 47 км від міста Ханья.